# 田中裕子
田中裕子（日语：／ Tanaka Yūko，1955年4月29日—），现名泽田裕子，日本女演员。丈夫泽田研二也是日本一位歌手及演员，弟弟田中隆三亦為演員。田中裕子於1983年主演晨間劇《阿信》，飾演主人公阿信而為人熟知。該劇獲平均52.6%收視率，為日本史上收視最高的劇集。

## 生平
出生日正逢昭和天皇誕辰，取名時以天皇名諱「裕仁」（ひろひと）的「裕」字紀念，但由於避諱，前期擔任藝人時以「田中優子」（たなか ゆうこ）稱呼。1989年嫁給知名藝人澤田研二後，適逢改元，入籍後本名改為「澤田裕子」（發音改為）。
田中裕子出生于大阪府池田市，在北海道札幌上中学，从藤女子短期大学中途退学，之后从明治大学文学部演剧學系毕业。毕业论文题目是《女優論》（论女演员）。
1975年田中裕子在明治大学演剧专业学习期间加入日本三大剧团之一「文學座」，开始表演事业。1983年，主演了NHK电视台的大型晨間小說連續劇《阿信》，得到了世界范围的知名度。1985年退出文学座之后，继续演出多部电影、电视剧。
2010年11月，獲頒紫綬褒章。

## 婚姻
1982年，田中裕子因與澤田研二拍攝電影《男人真命苦之寅次郎落英繽紛》，傳介入澤田與伊藤惠美的婚姻而被傳媒大肆報導，受到強烈譴責。1987年1月澤田與伊藤離婚。1989年11月12日，澤田迎娶田中。1999年曾傳分居。

## 作品

### 电影
- 《ええじゃないか》（1981年，日本幕末的群众运动的故事）
- 《北斋漫画》（1981年）
- 《火红的第五乐章》（1981年）
- 《雪辱》（約1982年）
- 《男人真命苦之寅次郎落英繽紛》（港譯《男人之苦：戀愛專家》，與澤田研二合演後結婚，1982年）
- 《跨越天城山》（又译《天城山奇案》，松本清张作品，1983年）
- 《カポネ大いに泣く》（松本清张作品，與澤田研二、萩原健一合演，1983年）
- 《夜叉》（1985年，与高仓健合作）
- 《二十四只眼睛》（1987年）
- 《呼啸山庄》（1988年，故事移植到镰仓室町时代的日本）
- 《考試家族（日语：お受験）》（1999年）
- 《大阪物语》（與澤田研二合演，1999年）
- 《萤火虫》（2001年，与高仓健合作）
- 《何时读书日》（2004年）
- 《火火》（2005年）
- 《被埋葬的樹木》（2005年）
- 《無家可歸的中學生》（2008年）
- 《與春同行》（2010年）
- 《只為了你》（2012年）
- 《はじまりのみち》（2013年）
- 《深夜食堂》（2015年）
- 《爺爺與喵》（2019年）
- 《那一夜》（2019年）
- 《我啊，走自己的路》（2020年）
- 《千夜，一夜》（2022年）
- 《怪物》（2023年）

### 電視劇
- 晨間小說連續劇（NHK）
  - 《小馬姊姊（日语：マー姉ちゃん）》（飾 磯野マチ子，1979年）
  - 《阿信》（主演，飾 成年阿信，1983年）
  - 《若葉（日语：わかば）》（飾 高原詩子，2004年）
  - 《小希》（飾 桶作文，2015年）
  - 《夏空》（飾 高橋秀子，2019年）
- 《宛如飛翔》（飾 西鄉糸子，1990年）
- 《東京鐵塔：我的母親父親》（2006年，與廣末涼子合作）
- 《蒼穹之昴》（飾 慈禧太后，2010年）
- 《Mother》（飾 望月葉菜，2010年）
- 《Woman》（飾 植杉紗千，2013年）
- 《絆〜走れ奇跡の子馬〜（日语：絆〜走れ奇跡の子馬〜）》（飾 松下佳世子，2017年）
- 《anone》（飾 林田亞乃音，2018年）
- 《初戀的惡魔》（飾 小洗杏月 2022年）

### 配音
- 《魔法公主》（1997年）（黑帽大人）
- 《地海戰記》（2006年）（蜘蛛）

### 话剧
- 《暴风雨》（莎士比亚剧作，1987年）
- 《近松心中物語》（1989年）
- 《泰尔亲王佩力克尔斯》（莎士比亚剧作，2004年）

等等。

## 获奖
- 第5回日本電影金像獎（1981年）最佳女配角（北齋漫畫、ええじゃないか）
- 第24回藍絲帶獎（1981年）最佳女配角（ええじゃないか、北斎漫画）
- 第6回报知电影奖（1981年）最佳女配角（北斎漫画）
- 第26回藍絲帶獎（1983年）最佳女演员（跨越天城山）
- 第57回電影旬报奖（1983年）最佳女演员（跨越天城山）
- 第38回毎日电影大奖（1983年）最佳女演员（跨越天城山）
- 第14回高崎电影节（1999年）最佳女配角（大阪物语）
- 第60回每日电影奖（2006年）最佳女演员（何时读书日、火火）
- 第30回报知电影奖（2006年）最佳女演员（何时读书日、火火）
- 第26回橫濱電影節（2006年）最佳女主角（何时读书日、火火）
- 第65回日劇學院賞最佳女配角（Mother）
- 2018年CONFiDENCE日劇大獎年度最佳女配角獎（anone）[3]